# Heidi Dyhre Traaserud
Heidi Dyhre Traaserud (* 10. Juli 2003 in Skien) ist eine norwegische Skispringerin. Sie startet für Heddal IL. Ihr bisher größter sportlicher Erfolg ist die Goldmedaille im Teamwettbewerb von der Normalschanze bei den Nordischen Skiweltmeisterschaften 2025 in Trondheim.

## Werdegang
Ihr Debüt im internationalen Skispringen gab Traaserud im FIS Cup 2017/18 in Râșnov am 20. September 2017, wo sie auf der Normalschanze einen 17. Platz belegte.
Erstmals im Skisprung-Continental-Cup sprang sie in der Saison 2018/19 im Dezember 2018 in Notodden, wo sie den 15. Platz erreichte. Am Ende belegte sie in ihrer Premierensaison mit 27 Punkten den 40. Platz.
Sie nahm an den Nordischen Junioren-Skiweltmeisterschaften 2019 in Lahti teil und belegte im Einzel den 49. Platz sowie im Mannschaftswettbewerb den neunten Platz. Bei der nationalen Meisterschaft im Skispringen 2019 gewann sie zusammen mit Astrid Louise Baarset Silber im Mannschaftswettbewerb und belegte im Einzel den sechsten Platz von der Kleinschanze und den neunten Platz von der Normalschanze.
Bei den Olympischen Jugend-Winterspielen 2020 in Lausanne vertrat Traaserud Norwegen. Im Einzelwettbewerb im Skispringen, bei dem Anna Schpynjowa aus Russland gewann, belegte sie den 22. Platz. Mit der norwegischen Mannschaft nahm sie im Mixedwettbewerb teil und belegte den siebten Platz.
Bei den Nordischen Junioren-Skiweltmeisterschaften 2022 in Zakopane erreichte sie im Einzel den zweiten Durchgang und belegte letztlich den 31. Platz, im Mannschaftswettbewerb belegte sie mit den Norwegerinnen den fünften Platz, im Mixedwettbewerb gewann sie jedoch mit dem norwegischen Team die Bronzemedaille.
Am 24. Februar 2024 feierte Traaserud in der Saison 2023/24 in Hinzenbach ihr Weltcup-Debüt und belegte dabei den 28. Platz, am Folgetag beim zweiten Springen den 22. Platz. Am 10. März 2024 sprang sie im Rahmen der Raw Air in Oslo von der Großschanze auf den elften Platz und zum Saisonfinale am 21. März 2024 in Planica erreichte sie auf der Normalschanze der Bloudkova velikanka mit dem neunten Platz ihre erste Top-Ten-Weltcup-Platzierung.
In der Saison 2024/25 erreichte Traaserud in jedem Weltcup-Springen, bei dem sie antrat, die Punkteränge (mit Ausnahme einer Disqualifikation in Ljubno), aber bisher keine Platzierung auf dem Podest.
Bei den Nordischen Skiweltmeisterschaften 2025 in Trondheim gewann sie mit dem norwegischen Team die Goldmedaille im Mannschaftswettbewerb.

## Statistik

### Weltcup-Platzierungen
| Saison  | Platz | Punkte |
| ------- | ----- | ------ |
| 2023/24 | 30.   | 095    |
| 2024/25 | 25.   | 175    |

### Grand-Prix-Platzierungen
| Saison | Platz | Punkte |
| ------ | ----- | ------ |
| 2023   | 25.   | 054    |
| 2024   | 15.   | 096    |

### Continental-Cup-Platzierungen
| Saison  | Sommer | Sommer | Winter | Winter | Gesamt | Gesamt |
| Saison  | Platz  | Punkte | Platz  | Punkte | Platz  | Punkte |
| ------- | ------ | ------ | ------ | ------ | ------ | ------ |
| 2018/19 | –      | –      | 40.    | 027    | 050.   | 027    |
| 2019/20 | –      | –      | 55.    | 007    | 101.   | 007    |
| 2021/22 | 55.    | 015    | 57.    | 055    | 064.   | 070    |
| 2022/23 | 12.    | 103    | 35.    | 048    | 019.   | 151    |

### Intercontinental-Cup-Platzierungen
| Saison  | Sommer | Sommer | Winter | Winter | Gesamt | Gesamt |
| Saison  | Platz  | Punkte | Platz  | Punkte | Platz  | Punkte |
| ------- | ------ | ------ | ------ | ------ | ------ | ------ |
| 2023/24 | 05.    | 136    | 05.    | 400    | 04.    | 536    |
| 2024/25 | 66.    | 027    | 26.    | 140    | 38.    | 167    |

### FIS-Cup-Platzierungen
| Saison  | Platz | Punkte |
| ------- | ----- | ------ |
| 2017/18 | 99.   | 012    |
| 2018/19 | 59.   | 046    |